# 発
発（發、はつ）は、夏朝の第16代帝。『史記』などにあるように、一般には帝桀の父は帝発とされているが、一説には帝桀の兄という。
即位後、諸々の夷が発の門前に来て、舞を披露したという。